# Aliados (série de televisão)
Aliados foi uma série de televisão semanal Argentina. Criada e produzida por Cris Morena e exibida no canal argentino Telefe na Argentina, no resto do mundo pela Fox. e em Portugal na SIC e na SIC K. A série é recomendada para o público adolescente e juvenil. A estreia, que estava prevista para 10 de junho, foi adiada e estreou no dia 26 de junho de 2013.
Esta ficção marcou a volta da produtora Cris Morena para a televisão depois de 2 anos, quando encerrou a produção da telenovela/seriado argentino Casi ángeles, por causa do falecimento da sua filha Romina Yan. A série foi transmitida em 18 países, como Israel e alguns da Europa. A série é composta por 2 temporadas, a primeira de 23 episódios e a segunda com 17 episódios.
A série aborda os temas sociais como a promiscuidade, o trabalho infantil, a gravidez na adolescência, o alcoolismo, a violência, o amor, entre outros problemas na adolescência.

## Sinopse

### Primeira temporada (2013)
Desde a sua origem, a raça humana caminha no planeta Terra construindo e destruindo, todos com a mesma intensidade. Nas últimas décadas, os seres humanos tem conseguido, de forma muito acelerada, grandes avances na ciência e na tecnologia. Por causa desses avances, as pessoas tem se distanciado uma das outras, até ao ponto de se esqueceram quem são e qual é a sua missão na Terra. Depois do fracasso, no final de 2012, a humanidade começou uma contagem regressiva de 105 dias humanos que vai levá-la a destruição ou ao renascimento.
O futuro da Terra depende de 6 jovens humanos: Noah, Azul, Maia, Manuel, Franco e Valentín. Todos eles tem algo em comum: são tão poderosos como marginais, tão atrativos como perdidos, tão revolucionários como violentos, e tão isolados como aliados. Com a ajuda da Energia Feminina Criadora, esses jovens serão guiados por por sete seres de luz: Ian, Venecia, Inti, Ámbar, Luz, Devi e Gopal. Todos eles vem de várias partes do Universo, com o objetivo de se tornarem aliados desses jovens e ajudá-los na missão de salvar o "projeto humano". Depois desses 105 dias, se enfrentaram com um novo inimigo que está mais perto do que eles imaginam.

### Segunda temporada (2014)
A segunda temporada da série iniciou no dia 06 de Abril de 2014 falando sobre a guerra entre os Seres de Luz e seus aliados contra os Morks, o final da série é marcado pelo fim da missão dos seres de luz, que voltam para seus mundos.

## Elenco

### Juvenil
| Ator                  | Personagem              | Temporada                 | Temporada                 |
| Ator                  | Personagem              | 1ª                        | 2ª                        |
| --------------------- | ----------------------- | ------------------------- | ------------------------- |
| Peter Lanzani         | Noah García Iturbe      | Protagonista              | Protagonista              |
| Pablo Martínez        | Joaquín Gaitán / Ian    | Protagonista              | Protagonista              |
| Oriana Sabatini       | Azul Medina             | Protagonista              | Protagonista              |
| Oriana Sabatini       | Luz                     | Co-Protagonista Principal | Co-Protagonista Principal |
| Mariel Percossi       | Maia Pinedo             | Antagonista               | Protagonista              |
| Agustín Bernasconi    | Manuel Ramírez          | Protagonista              | Protagonista              |
| Julián Serrano        | Franco Alfaro           | Protagonista              | Protagonista              |
| Joaquín Ochoa         | Valentín Uriarte Gaitán | Protagonista              | Protagonista              |
| Jenny Martínez        | Venecia                 | Co-Protagonista Principal | Co-Protagonista Principal |
| Nicolás Francella     | Matias Arce             | Co-Protagonista Principal | Co-Protagonista Principal |
| Nicolás Francella     | Inti                    | Secundário                | Secundário                |
| Carolina Domenech     | Devi                    | Co-Protagonista Principal | Co-Protagonista Principal |
| Máxi Espíndola        | Gopal                   | Co-Protagonista Principal | Co-Protagonista Principal |
| Lola Morán            | Ámbar                   | Co-Protagonista Principal | Co-Protagonista Principal |
| Eliseo Rentería       | Daimon                  | Secundário                | Co-Protagonista           |
| Manuela Viale         | Emma                    | Secundária                | Secundária                |
| Valentina Zenere      | Mara Ulloa              | Secundária                | Co-Protagonista           |
| Lucila Viggiano       | Gala Noboa              |                           | Antagonista Secundária    |
| Joaquín Mendez        | Milo García Iturbe      |                           | Antagonista Secundário    |
| Ingrid García Jonsson | Bianca Rock             |                           | Antagonista Secundária    |

### Adulto
| Ator            | Personagem           | Temporada             | Temporada             |
| Ator            | Personagem           | 1ª                    | 2ª                    |
| --------------- | -------------------- | --------------------- | --------------------- |
| Boy Olmi        | Justo García Iturbe  | Antagonista Principal | Antagonista Principal |
| Alejandro Botto | Fermín García Iturbe | Co-Protagonista       | Co-Protagonista       |
| Ana Celentano   | Elena García Iturbe  | Co-Protagonista       | Co-Protagonista       |
| Paula Reca      | Mary                 | Co-Protagonista       | Co-Protagonista       |
| Michel Noher    | Taylor               | Co-Protagonista       | Co-Protagonista       |
| Mercedes Funes  | Matilda Sánchez      | Co-Protagonista       | Co-Protagonista       |
| Noemí Frenkel   | Josefina de Ramírez  | Co-Protagonista       | Co-Protagonista       |
| Eugenia Guerty  | Natalia Pinedo       | Antagonista           | Co-Protagonista       |
| Federico Lama   | Paul Vega            | Co-Antagonista        | Co-Antagonista        |